# Studentenlust
Studentenlust ist ein Walzer von Johann Strauss Sohn (op. 285). Das Werk wurde am 31. Januar 1864 im Redouten Saal der Wiener Hofburg erstmals aufgeführt. 

## Einzelnachweis
1. ↑  Quelle: Englische Version des Booklets (Seite 56) in der 52 CDs umfassenden Gesamtausgabe der Orchesterwerke von Johann Strauß (Sohn), Hrsg. Naxos (Label). Das Werk ist als sechster Titel auf der 19. CD zu hören.